# Adrian Sutil
Adrian Sutil, nemški dirkač Formule 1, * 11. januar 1983, Starnberg, Nemčija.
Adrian Sutil je nemški dirkač Formule 1. Po vlogi testnega dirkača Spykerja, na treh dirkah tudi tretjega dirkača, v sezoni 2006, je bil v sezoni 2007 ob Nizozemcu Christijanu Albersu stalni dirkač moštva Spyker. Edino točko je z osmim mestom osvojil na dirki za Veliko nagrado Japonske, kar mu je prineslo devetnajsto mesto v dirkaškem prvenstvu.

## Popolni rezultati Formule 1
(legenda) (odebeljene dirke pomenijo najboljši štartni položaj, poševne pa najhitrejši krog, †-uvrščen kljub odstopu)
| Leto | Moštvo                       | Šasija            | Motor                   | 1       | 2       | 3       | 4       | 5       | 6       | 7       | 8      | 9      | 10      | 11      | 12      | 13      | 14      | 15      | 16      | 17      | 18      | 19     | Prv | Toč |
| ---- | ---------------------------- | ----------------- | ----------------------- | ------- | ------- | ------- | ------- | ------- | ------- | ------- | ------ | ------ | ------- | ------- | ------- | ------- | ------- | ------- | ------- | ------- | ------- | ------ | --- | --- |
| 2006 | Midland F1 Racing            | Midland M16       | Toyota RVX-06 2.4 V8    | BAH     | MAL     | AVS     | SMR     | EU TD   | ŠPA     | MON     | VB     | KAN    | ZDA     | FRA TD  | NEM     | MAD     | TUR     | ITA     |         |         |         |        | -   | -   |
| 2006 | Spyker MF1 Team              | Midland M16       | Toyota RVX-06 2.4 V8    |         |         |         |         |         |         |         |        |        |         |         |         |         |         |         | KIT     | JAP TD  | BRA     |        | -   | -   |
| 2007 | Etihad Aldar Spyker F1 Team  | Spyker F8-VII     | Ferrari 056 2.4 V8      | AVS 17  | MAL Ret | BAH 15  | ŠPA 13  | MON Ret | KAN Ret | ZDA 14  | FRA 17 | VB Ret | EU Ret  | MAD 17  | TUR 21  |         |         |         |         |         |         |        | 19. | 1   |
| 2007 | Etihad Aldar Spyker F1 Team  | Spyker F8-VIIB    | Ferrari 056 2.4 V8      |         |         |         |         |         |         |         |        |        |         |         |         | ITA 19  | BEL 14  | JAP 8   | KIT Ret | BRA Ret |         |        | 19. | 1   |
| 2008 | Force India Formula One Team | Force India VJM01 | Ferrari 056 2.4 V8      | AVS Ret | MAL Ret | BAH 19  | ŠPA Ret | TUR 16  | MON Ret | KAN Ret | FRA 19 | VB Ret | NEM 15  | MAD Ret | EU Ret  | BEL 13  | ITA 19  | SIN Ret | JAP Ret | KIT Ret | BRA 16  |        | 20. | 0   |
| 2009 | Force India Formula One Team | Force India VJM02 | Mercedes FO108W 2.4 V8  | AVS 9   | MAL 17  | KIT 17  | BAH 16  | ŠPA Ret | MON 14  | TUR 17  | VB 17  | NEM 15 | MAD Ret | EU 10   | BEL 11  | ITA 4   | SIN Ret | JAP 13  | BRA Ret | ABU 17  |         |        | 17. | 5   |
| 2010 | Force India F1 Team          | Force India VJM03 | Mercedes FO 108X 2.4 V8 | BAH 12  | AVS Ret | MAL 5   | KIT 11  | ŠPA 7   | MON 8   | TUR 9   | KAN 10 | EU 6   | VB 8    | NEM 17  | MAD Ret | BEL 5   | ITA 16  | SIN 9   | JAP Ret | KOR Ret | BRA 12  | ABU 13 | 11. | 47  |
| 2011 | Force India F1 Team          | Force India VJM04 | Mercedes FO 108Y 2.4 V8 | AVS 9   | MAL 11  | KIT 15  | TUR 13  | ŠPA 13  | MON 7   | KAN Ret | EU 9   | VB 11  | NEM 6   | MAD 14  | BEL 7   | ITA Ret | SIN 8   | JAP 11  | KOR 11  | IND 9   | ABU 8   | BRA 6  | 9.  | 42  |
| 2013 | Sahara Force India F1 Team   | Force India VJM06 | Mercedes FO 108Z 2.4 V8 | AVS 7   | MAL Ret | KIT Ret | BAH 13  | ŠPA 13  | MON 5   | KAN 10  | VB 7   | NEM 13 | MAD Ret | BEL 9   | ITA 16† | SIN 10  | KOR 20† | JAP 14  | IND 9   | ABU 10  | ZDA Ret | BRA 13 | 13. | 29  |
| 2014 | Sauber F1 Team               | Sauber C33        | Ferrari 059/3 1.6 V6 t  | AVS 11  | MAL Ret | BAH Ret | KIT Ret | ŠPA 17  | MON Ret | KAN 13  | AVT 13 | VB 13  | NEM Ret | MAD 11  | BEL 14  | ITA 15  | SIN Ret | JAP 21† | RUS 16  | ZDA Ret | BRA 16  | ABU 16 | 18. | 0   |